# Hedwige Jeanmart
Hedwige Jeanmart, née le 25 juin 1968 à Namur, est un écrivain belge de langue française.

## Biographie
Jeanmart a étudié le journalisme et la slavistique à l'Université libre de Bruxelles. Elle a travaillé pour Médecins sans frontières, notamment à Moscou. Depuis 2007, elle vit à Barcelone.
Elle obtient le Prix Victor Rossel 2014 pour son roman Blanès.
Elle a deux enfants avec l'ecrivain Jonathan Littell.

## Œuvres
- Blanès, Paris, Éditions Gallimard, coll. « Blanche », 2014, 261 p.  (ISBN 978-2-07-014544-7)[5],[6]
- Oiseaux sans tête, Gallimard, 2018,

## Prix et distinctions
- Prix Victor Rossel 2014[3]